# فالنتاين هول
فالنتاين هول (بالإنجليزية: Valentine Hall)‏ مواليد 12 نوفمبر 1867 في نيويورك - الوفاة 26 أكتوبر 1934، كان لاعب كرة مضرب أمريكي بدأ مسيرته كمحترف سنة 1886، اعتزل اللعب في 1894. كما أنه أحد أبطال الجراند سلام.

## روابط خارجية
- فالنتاين هول على موقع رابطة محترفي التنس (الإنجليزية)
- فالنتاين هول على موقع أرشيف التنس.كوم (الإنجليزية)